# Харпър (окръг, Канзас)
Окръг Харпър (на английски: Harper County) е окръг в щата Канзас, Съединени американски щати. Площта му е 2080 km², а населението - 5952 души. Административен център е град Антъни.